# Louis Sire
Louis Emile Paul Enguerrand Sire (* 3. Oktober 1875 in Châtellerault; † 24. Juni 1935 in Montereau-Fault-Yonne) war ein französischer Autorennfahrer.

## Karriere
Louis Sire gehörte in den 1920er-Jahren neben Gaston Delalande, Jean de Marguenat und Georges Guignard als Werksfahrer zum Rennteam des französischen Automobilhersteller Rolland-Pilain. In dieser Zeit war der Franzose viermal beim 24-Stunden-Rennen von Le Mans am Start. 1923, bei der Debütveranstaltung des Langstreckenrennens, beendete der das Rennen gemeinsam mit Guignard als 21. der Gesamtwertung. 1925 – mit de Marguenat – und 1924 – mit Louis Trémel – erreichte der mit einem siebten und einem neunten Rang Platzierungen unter den besten zehn Mannschaften der Gesamtwertung. 1926 reichte die zurückgelegte Distanz nicht um sich zu klassieren.

## Statistik

### Le-Mans-Ergebnisse
| Jahr | Team                                  | Fahrzeug                       | Teamkollege       | Platzierung     | Ausfallgrund |
| ---- | ------------------------------------- | ------------------------------ | ----------------- | --------------- | ------------ |
| 1923 | Rolland-Pilain                        | Rolland-Pilain R               | Georges Guignard  | Rang 21         |              |
| 1924 | Ets. Automobiles Rolland et Pilain SA | Rolland-Pilain C23 Sport       | Louis Trémel      | Rang 9          |              |
| 1925 | SA des Établissements Rolland-Pilain  | Rolland-Pilain C23 Super Sport | Jean de Marguenat | Rang 7          |              |
| 1926 | SA des Établissements Rolland-Pilain  | Rolland-Pilain C23 Super Sport | Gaston Delalande  | nicht klassiert |              |